# Антониу Гастан Орлеан и Браганса
Анто́ниу Гаста́н Орлеа́н и Брага́нса (порт. Antônio Gastão de Orléans e Bragança; при рождении Анто́ниу Гаста́н Фили́пп Франси́шку де А́ссис Мари́я Миге́ль Габриэ́ль Рафаэ́ль Гонза́га (порт. Antônio Gastão Filipe Francisco de Assis Maria Miguel Gabriel Rafael Gonzaga); 9 августа 1881, Париж, Франция —29 ноября 1918, Эдмонтон, Лондон, Великобритания) — бразильский принц, младший сын наследницы престола принцессы Изабел и Гастона Орлеанского, внук императора Педру II; служил в вооружённых силах Великобритании во время Первой мировой войны.

## Биография
Принц Антониу Гастан родился в Париже, 9 июля 1881 года. Он стал третьим сыном французского принца Гастона Орлеанского и Изабеллы, императорской принцессы Бразилии. Его мать была наследницей бразильского трона и старшей дочерью императора Педру II и Терезы Кристины Бурбон-Сицилийской. По отцу мальчик был внуком герцога Немурского и Виктории Саксен-Кобург-Готской. Через своего деда по отцу приходился правнуком свергнутому королю Франции Луи Филиппу I. У него было два старших брата, Педру де Алькантара и Луиш, и умершая в младенчестве сестра Луиза Виктория. В кругу семьи получил прозвище Тото́. Крещён по католическому обряду 27 августа 1881 года.
В 1889 году монархия в Бразилии была свергнута. Вся семья принца отправилась в изгнание в Европу. В детстве Антониу часто болел бронхитом. Получил образование в Париже, обучался в Терезианской военной академии в Австрии. После её окончания служил в звании лейтенанта и был гусаром в вооружённых силах Австро-Венгрии между 1908—1914 годами.
С началом Первой мировой войны принц желал служить во французской армии, но ему было отказано. Закон запрещал членам бывших французских королевских династий (к ним принадлежал отец Антониу) служить в армии. Сначала принц уехал в Канаду, где присоединился к полку Королевских канадских драгунов, а после служил в Королевском лётном корпусе в качестве пилота и офицера разведки. В 1915 году он был награждён Военным крестом Великобритании. В 1918 году получил звание капитана. Принц был адъютантом Джона Сили, 1-го барона Моттинстоуна, командира канадской кавалерийской бригады.
Антониу умер от ран, полученных после авиакатастрофы в Эдмонтоне, Лондон. Его гроб был захоронен в Королевской капелле в Дрё, рядом с предками по линии отца.

## Награды
Принц был награждён бразильскими орденом Педру I и орденом Розы, португальским орденом Христа, испанским Орденом Карлоса III, болгарским орденом Заслуг, японским орденом Восходящего солнца, медалью в честь подавления зулусского восстания в колонии Наталь (1907). Принц был рыцарем французского ордена Почётного легиона.